# Fernand Daoust
Pour les articles homonymes, voir Daoust.
Fernand Daoust (né le 26 octobre 1926 à Montréal et mort le 22 janvier 2020 à Montréal,,) est un homme politique et syndicaliste québécois.
Il est secrétaire général de la Fédération des travailleurs et travailleuses du Québec (FTQ) entre 1969 et 1991 puis président de l'organisation entre 1991 et 1993.

## Biographie

### Enfance et formation
Fernand Daoust naît le 26 octobre 1926 à Montréal. Issu d'une famille précaire et monoparentale, il grandit sur le Plateau Mont-Royal, à proximité du Faubourg à m'lasse, et dans le Quartier Latin. Cadet de trois garçons, il ne connaîtra jamais son père, René Daoust. Ce dernier quitte le nid familial en 1927, ne souhaitant pas revoir ses enfants et n'offrant presque jamais de soutien financier à sa famille. Daoust est donc élevé par sa mère, Éva Gobeil, dans les conditions socioéconomiques difficiles de la crise économique des années 1930. Sa mère est employée dans des ateliers de couture et vit du travail saisonnier. Cette précarité d'emploi force les Daoust à déménager pas moins de six fois pendant les premières années de la Grande Dépression.

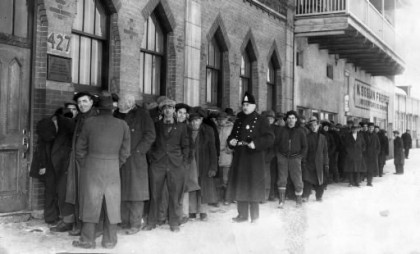
Soupe populaire à Montréal durant la Grande Dépression (1929).

Le jeune Fernand Daoust fait son éducation primaire à l'École Saint-Jacques, un établissement catholique dirigé par les Frères des écoles chrétiennes. Il est un élève studieux, obtenant de bonnes notes et accumulant les médailles de mérite. Par la suite, à partir de septembre 1942, il entre à l'École supérieure du Plateau, où il suit le «cours scientifique». Cette même année, son frère aîné, Paul-Émile, est tué après avoir été frappé par un camion. Témoin des inégalités de richesse dès son plus jeune âge et se devant de contribuer aux finances familiales après le décès de son frère, Daoust accumule les petits emplois durant son adolescence : il sera livreur pour des restaurants, moniteur de camp ou encore commis d'entrepôt.
Au début des années 1940, Fernand Daoust commence déjà à se rapprocher des idées nationalistes canadiennes-françaises. Dès 1941, il devient membre des Jeunes Laurentiens, une association de jeunes nationalistes fondée en 1936. En septembre 1947, à bientôt 21 ans, il entre en sciences économiques et en relations industrielles à la faculté des sciences sociales de l'université de Montréal (UdeM). S'étant particulièrement intéressé aux questions concernant le syndicalisme, il termine ses études en 1950.

### Début de carrière syndicale
En 1950, Fernand Daoust s'engage au sein du milieu syndical. Après avoir rencontré Roger Provost (qui deviendra le premier président de l'histoire de la FTQ en 1957), il obtient un poste au sein de l'Union des ouvriers de la sacoche, affiliée au Syndicat des chapeliers. Daoust y occupe un rôle de recruteur bénévole, faisant ses premières armes en assistant Provost dans la gestion des affaires syndicales.
Il intègre ensuite le Congrès canadien du travail (CCT) en 1951, une organisation syndicale canadienne d'avant-plan où il bénéficie de responsabilités plus importantes ainsi que d'un salaire plus décent qu'à l'Union des ouvriers de la sacoche. Confronté à l’anti-syndicalisme du Premier ministre provincial Maurice Duplessis, Fernand Daoust découvre à la CCT un syndicalisme plus combatif, qui doit s'imposer face aux résistances patronales et gouvernementales. En tant que représentant québécois de cette grande centrale canadienne, il assume des fonctions de recruteur et de formateur. Cela lui donne l'occasion d'être au contact de milieux syndicaux de divers secteurs comme les cheminots, les travailleurs du bois ou encore les ouvriers de l'industrie du textile.
Fernand Daoust est élu secrétaire-trésorier du Conseil du travail de Montréal (CTM) en 1954, poste qui s'ajoute à ses fonctions au Congrès canadien du travail. Confronté à des scandales de corruption municipale, son nouveau rôle lui permet d'intensifier son action politique, notamment en soutenant Jean Drapeau lors des élections municipales de 1954. En 1956, le CCT fusionne avec le Congrès des métiers et du travail du Canada (CMTC) pour former le Congrès du travail du Canada (CTC). Daoust, nationaliste convaincu, continue à militer au sein de l'organisation mais se sent moins en phase avec ses nouvelles orientations. Cela s'explique notamment par la domination de l'anglais comme langue d'usage de la CTC et la centralisation des pouvoirs de l'organisation hors du Québec.

### Carrière à la FTQ et engagement politique
Le 1er mai 1959, Fernand Daoust intègre le Syndicat international des travailleurs des industries pétrolière, chimique et atomique (SITIPCA). Ce syndicat, issu du Congrès des organisations industrielles (CIO), compte très peu de membres au Québec et représente surtout des travailleurs de l'Ouest canadien mais l'organisation a bonne réputation. Fort de son expérience de recruteur syndical, Daoust réussit dès sa première année à syndiquer les ouvriers de chez Petrofina et mène des combats pour la reconnaissance du français tout au long de son passage à la SITIPCA. Bien qu'il soit très impliqué dans les activités de l'organisation, Fernand Daoust ne veut pas se contenter de la revendication au sein des entreprises et veut prolonger son combat au sein de l'arène politique et institutionnelle.
C'est dans cette perspective qu'il entre au Conseil exécutif de la Fédération des travailleurs et travailleuses du Québec (FTQ) en 1960. Cette importante centrale syndicale est fondée en 1957 après la fusion de la Fédération provinciale du travail du Québec (FPTQ) avec la Fédération des unions industrielles du Québec (FUIQ).  Dès 1960, il accède à la présidence du comité d'éducation de l'organisation et se lance dans des démarches visant une autonomie de la FTQ vis-à-vis du Congrès du travail du Canada (CTC) en matière d'éducation. Ces revendications, émergeant dans le contexte de la Révolution tranquille, visent à garantir la reconnaissance de la spécificité québécoise dans le contexte anglophone canadien.
Fernand Daoust, nationaliste et militant de gauche convaincu, a également des visées en matière de politique institutionnelle. Il est candidat du Nouveau Parti démocratique (NPD) dans la circonscription de Maisonneuve—Rosemont à l'élection fédérale du 18 juin 1962, où il obtient 16,20 % des votes (troisième place), et à l'élection fédérale du 8 avril 1963, où il obtient 18,51 % des votes (deuxième place). En juin 1963, il est membre du comité provisoire d'organisation du Nouveau Parti démocratique du Québec (NPDQ) et président du conseil provisoire du Parti socialiste du Québec (PSQ),.

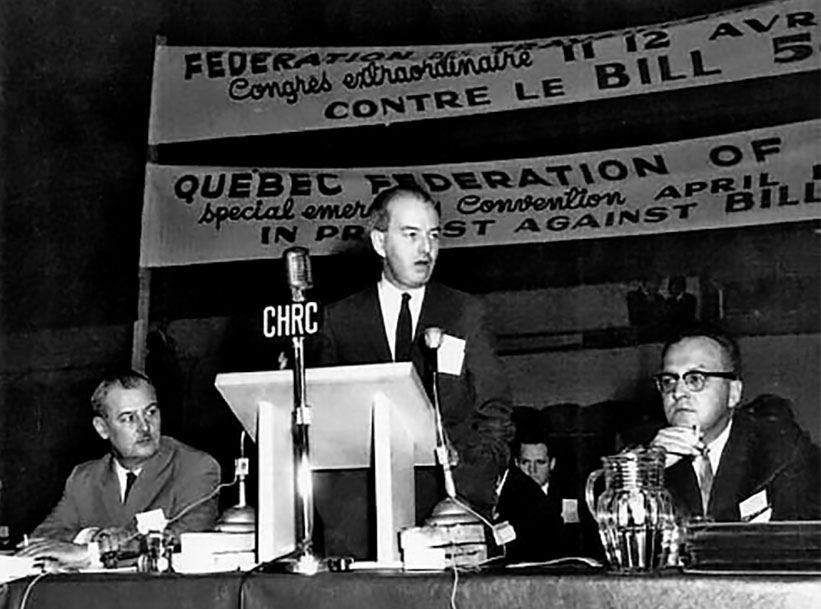
Roger Provost, Guy-Merrill Désaulniers et Louis Laberge, alors vice-président de la FTQ lors du Congrès extraordinaire de la FTQ contre le projet de Code du travail en avril 1964.

En octobre 1964, Fernand Daoust est candidat au poste de président de la Fédération des travailleurs et travailleuses du Québec (FTQ) mais c'est Louis Laberge qui remporte l'élection par une seule voix d'avance : Daoust devient le vice-président de l'organisation. Malgré la défaite et la concurrence avec Laberge, il donne rapidement sa confiance au nouveau président de l'organisation, notamment parce qu'il constate sa franchise et la fermeté de son syndicalisme de combat. De plus, son poste de vice-président lui permet de s'impliquer de manière importante dans les affaires de la FTQ.
Dans les années 1960, le fonctionnariat est en pleine expansion à la suite des réformes du gouvernement provincial du Premier ministre Jean Lesage (1960-1968). Au courant de la décennie, Fernand Daoust est à l'avant-plan des efforts de syndicalisation de la FTQ au sein du secteur public. Il participe notamment à la syndicalisation d'Hydro-Québec, importante société d'État vouée à la production hydroélectrique. En 1968 et 1969, Fernand Daoust est directeur québécois du Syndicat canadien de la fonction publique (SCFP). Dans le cadre de cette fonction, il travaille à la négociation des ententes collectives entre les travailleurs et l'État, s'impliquant notamment dans les pourparlers du secteur de l'éducation ou encore de Radio-Canada.

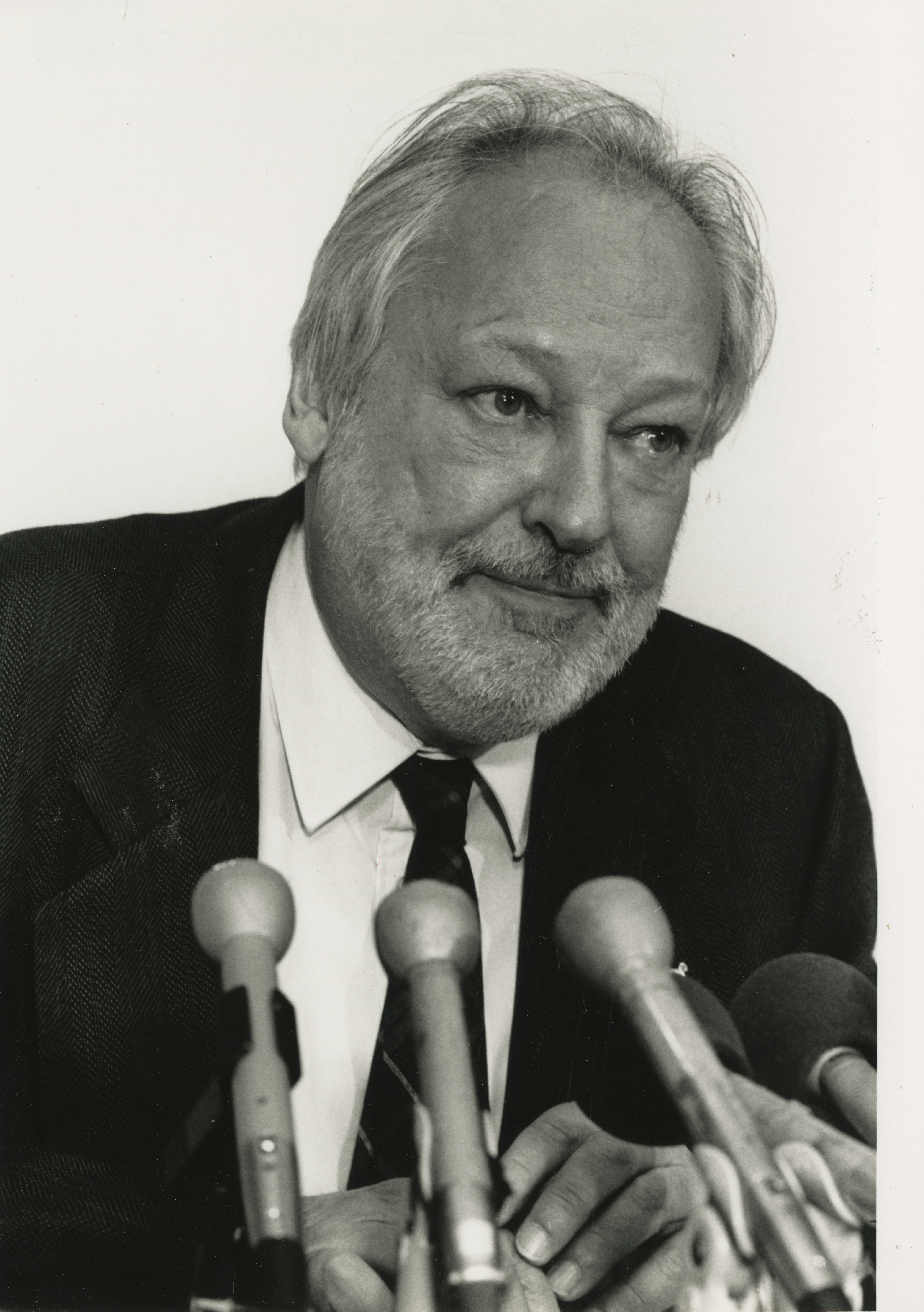
Fernand Daoust, en tant que président de la FTQ, invité à un congrès de la CSN.

En octobre 1969, Fernand Daoust devient secrétaire général de la FTQ, poste qu'il occupe jusqu'en 1991. Son mandat est entre autres marqué par la montée des idées souverainistes et l'installation du Parti québécois (PQ) comme figure incontournable de l'arène politique québécoise. En 1970, il est très impliqué à la FTQ pendant la Crise d'Octobre. Il dénonce à la fois les enlèvements et la «chasse aux sorcières» que mène le gouvernement contre les opposants par le biais de la Loi sur les mesures de guerre. Au courant des années 1970, période de radicalisation du milieu syndical québécois, Fernand Daoust sera impliqué dans plusieurs combats syndicaux d'importance comme la grève du quotidien La Presse (1971), le Front commun intersyndical de 1972, la grève à la United Aircraft (1974) ou encore la francisation des entreprises à la suite de l'adoption de la Charte de la langue française en 1977.
Dans les années 1980, les luttes syndicales s'articulent autour des politiques néolibérales du gouvernement de Robert Bourassa (1985-1994). Cette période est également marquée par une forte concurrence intersyndicale à laquelle doivent faire face la FTQ et Fernand Daoust. De 1991 à novembre 1993, Daoust est président de la FTQ à la suite du départ à la retraite de Louis Laberge. Fait notable, il est également secrétaire du Fonds de solidarité FTQ de 1983 à 1994, avant d'en présider le conseil d'administration de 1994 à 1996.
Fernand Daoust reste actif après la fin de ses fonctions à la FTQ. Il s'implique notamment dans des projets de coopération économique et syndicale en Algérie et au Sénégal, siège au conseil d'administration de l'Université de Montréal à partir de 1995, de la Fondation Lionel-Groulx entre 1996 et 2013, de l'Office franco-québécois pour la jeunesse entre 1997 et 2007 et de la Fondation Paul Gérin-Lajoie entre 1999 et 2013. Dans les années 2000, Fernand Daoust milite au sein du Mouvement d'éducation et de défense des actionnaires (MÉDAC).

### Vie privée
Fernand Daoust épouse Ghyslaine Coallier en 1956. Ils ont deux filles, Josée (née en 1957) et Isabelle (née en 1966).

## Honneurs
- 1989 - Médaille d’argent du Mouvement national des Québécoises et des Québécois pour services rendus au Québec[44]
- 1994 - Ordre des francophones d'Amérique[44]
- 1998 - Prix Georges-Émile-Lapalme[44]
- 1998 - Patriote de l’année[49]
- 2001 - Chevalier de l'Ordre national du Québec[44]